# Vážná videohra

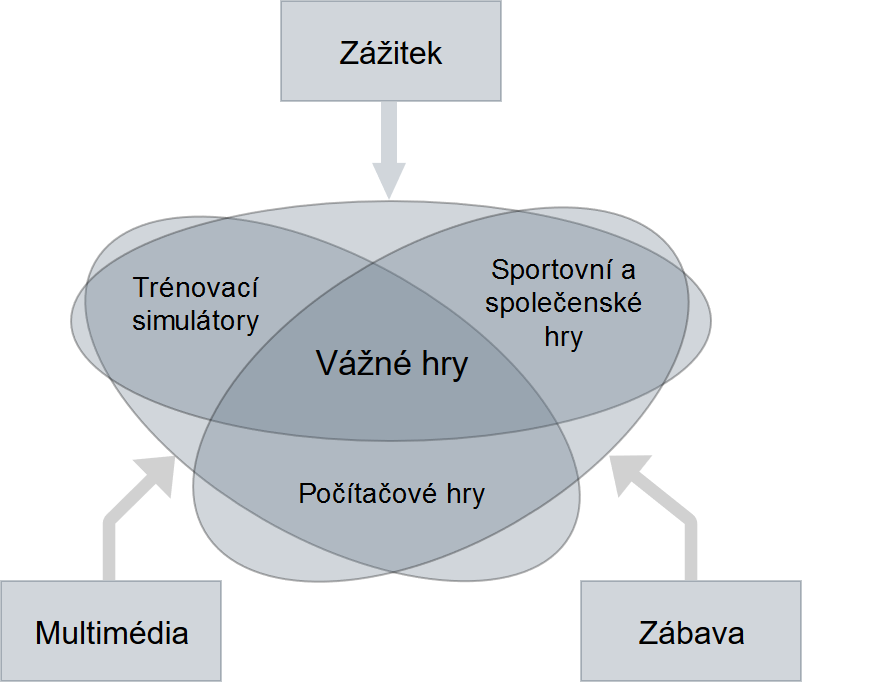
Vizualizace definice vážné hry

Vážná videohra nebo též vážná hra (anglicky serious game nebo applied game) je videohra, která není vytvořená za čistě zábavním účelem, nýbrž za účelem edukativním, tréninkovým nebo investigativním. Nachází tak využití v mnoha oborech, jako například ve školství, zdravotnictví, politice, komunikaci, obraně apod. Označení „vážná“ poukazuje na obsah hry, který může sloužit jako výukový materiál, ačkoli některé zdroje uvádějí, že označuje hru s vážnou tematikou a spojení slov vážná hra je oxymóron.
Vážné hry sdílejí principy simulací (letových, zdravotnických a jiných simulátorů). Na rozdíl od nich kromě výuky však hrají roli i složky zábavnosti a soutěže.
Hru v tomto pojetí lze využít i pro přehrávání chování nebo výuku taktik bez rizika následků ve skutečném světě. Hlavní rozvoj vážných her je spojen s vývojem technologií a počítačů, které umožňují jednoduše skloubit výukovou a herní složku.
Současná nejčastější definice vážné hry se přisuzuje Benu Sawyerovi a Davidu Rejeskimu, nicméně tento pojem byl znám a užíván v podobném významu ještě před tím, než ho Sawyer a Rejeski definovali ve své práci v roce 2002. Za vážné hry se dají považovat i hry deskové, avšak v současnosti je pojem téměř výlučně chápán ve spojitosti s výpočetní technikou a interaktivními digitálními hrami.

## Definice
Pro objasnění definice vážně hry je nutné definovat pojem hra a videohra.
Hra je definovaná jako fyzická nebo mentální soutěž, která má daná pravidla a jejímž cílem je pobavit nebo zabavit hráče. Videohra je druhem zábavního softwaru vyžadujícího elektronické zařízení s displejem, většinou monitor či televizní obrazovku, hraným za účelem pobavení a snahy dopracovat se k cíli, k jehož dosažení hráči čelí výzvám a překážkám.
Perspektivy, které definují vážné hry nejsou jednotné. Některé uvádějí, že vážná hra nutně musí zahrnovat prvek skutečné zábavy v kombinaci s praktičností. Jiné tvrdí, že složku vážnosti mají všechny videohry (tzn. žádné nejsou vytvořeny pouze za účelem zábavy), a tedy termín vážná hra může odkazovat na jakýkoli software vyvinutý herním průmyslem a za vážné hry může být považována také většina simulátorů. Podle dalších je vážná hra klasickou videohrou a tato kategorie je pouhým marketingovým nástrojem.
Nejčastěji je vážná hra definována jako „hra, která není vytvořená čistě za účelem pobavit a zabavit“. Tato definice, kde je hlavním kritériem účel vývoje hry, však naráží na problém: kdo posoudí nebo zjistí účel, za kterým byla hra vytvořena? Ten, kdo rozhoduje o tom, zda je konkrétní hra vážná, nebo není, potřebuje znát skutečné záměry samotného vývojáře, což je nepraktické a jen zřídkakdy uskutečnitelné, a kategorizace pak nemusí být přesná.
Fedwa Laamarti, Mohamad Eid a Abdulmotaleb El Saddik ve své vědecké práci definují vážnou hru jako aplikaci složenou ze tří částí: zážitek (zkušenost), zábava a multimédia. Diagram na obrázku znázorňuje i spojitost se simulátory, sportovními a společenskými hrami a počítačovými hrami.

## Historie
Výuka hrou se začala šířit ve vzdělávacích kruzích na počátku 20. století, avšak za historii vážných her se považuje armádní prostředí, kde hry umožnily školení personálu bez rizika zranění nebo poškození majetku.
První známé užití pojmu vážná hra, která má významově blízko k současnému pojetí, je pravděpodobně v knize vědce Clarka Abta názvem Vážné hry (Serious Games,1970), v níž formálně popsal základy konceptu vážné hry. Abt pracoval během studené války v americké vědecké laboratoři a jedním z jeho cílů bylo používat hry pro trénování a vzdělávání. Vyvinul několik počítačových her, z nichž nejznámější je T.E.M.P.E.R., kterou využívali vojenští důstojníci pro rozbor konfliktů. Abt však vážnými hrami označuje i hry „nedigitální“, kupříkladu matematické, které žáci řeší ve škole.
Dalším příkladem hry explicitně označené jako vážná je hra z knihy Nová simulace Alexandrie: Vážná hra státní a místní politiky (The New Alexandria Simulation: A Serious Game of State and Local Politics, 1973) Donalda R. Jansiewicze. Kniha vysvětluje, jak lze pomocí hry vyučovat základy mechanismu politiky v U.S.A. Hra prošla několika novými vydáními a navzdory svému relativnímu stáří je i v současnosti stále využívána k výuce.
V 60. a 70. letech ve školství nabývaly na popularitě převážně papírové edukativní hry, ale během 70. let se od tohoto stylu výuky začaly školy postupně odklánět s příchodem a šířením myšlenky hesla Zpět k základům (Back to basics), která byla prosazována hlavně v USA. Hnutí žádalo změnu stylu vzdělávání poté, co studenti ve standardizovaných testech předvedli neuspokojivé výsledky. Chtělo proto zpřísnění osnov a návrat k dřívější výuce po stránce obsahu i metod, která byla založená na čtení, psaní a aritmetice.
V počátcích roku 2000 obliba různých druhů edukativních her narůstala; hlavně těch určených pro menší děti. Velká část těchto her nebyla počítačová, ale využívala modely jiných tradičních herních systémů (konzolových, stolních apod.). Jako příklad lze uvést LeapPad, jenž v roce 1999 představila společnost LeapFrog Enterprises. Jednalo se o učební pomůcku připomínající mluvící knihu, která dětem umožňovala učení se a hru s knihami zábavnou formou. Vzhledem k popularitě kapesní hry Game Boy firmy Nintendo LeapFrog Enterprises následně představila kapesní herní systémy s edukativním obsahem. V roce 2000 se začaly šířit i vážné hry s cílem vzdělávat v oblasti udržitelného rozvoje (například hra Learning Sustainable Development) a v roce 2006 hra Climate Challenge.
Většina současných definic chápe vážnou hru ve spojitosti s videohrou. Toto pojetí je ovlivněno prací Sawyera a Rejeskieho „Serious Games: Improving Public Policy through Game-based Learning and Simulation“ (2002), v níž autoři vyzývají k využívání technologií a znalostí z herního průmyslu k vylepšení simulací ve veřejných organizacích. Následně vznikla Iniciativa vážných her (Serious Games Initiative), asociace, která propagovala využití her k seriózním účelům.
Předchůdci vážných her a vážné hry se vyvíjeli v různých odvětvích a za různými účely:

### Demonstrace výzkumu
V raných dobách počítačů byly hry vyvíjeny jako demonstrace pokroku ve vývoji algoritmů. V roce 1951 vyvinul Dietrich Prinz první šachový program, který byl schopný spočítat dva poslední tahy před koncem hry způsobem šach-mat. Christopher Strachey napsal ve stejném roce program pro dámu. Obě tyto hry byly součástí vývoje algoritmů umělé inteligence.

### Trénink profesionálů
V roce 1955 vznikla válečná hra Hutspiel, která umožňovala dvěma hráčům válčit hypotetickou nukleární válku a trénovat tak strategii pro případ skutečného konfliktu. Z podobných důvodů vznikla v roce 1961 hra T.E.M.P.E.R. simulující studenou válku. Série her nazvaná American Management Association Games z roku 1956 stavěla hráče do pozice vedoucího podniku s cílem vydělat co nejvíce peněz. Tyto hry nikdy nebyly určeny pro veřejnost.

### Zábavní průmysl

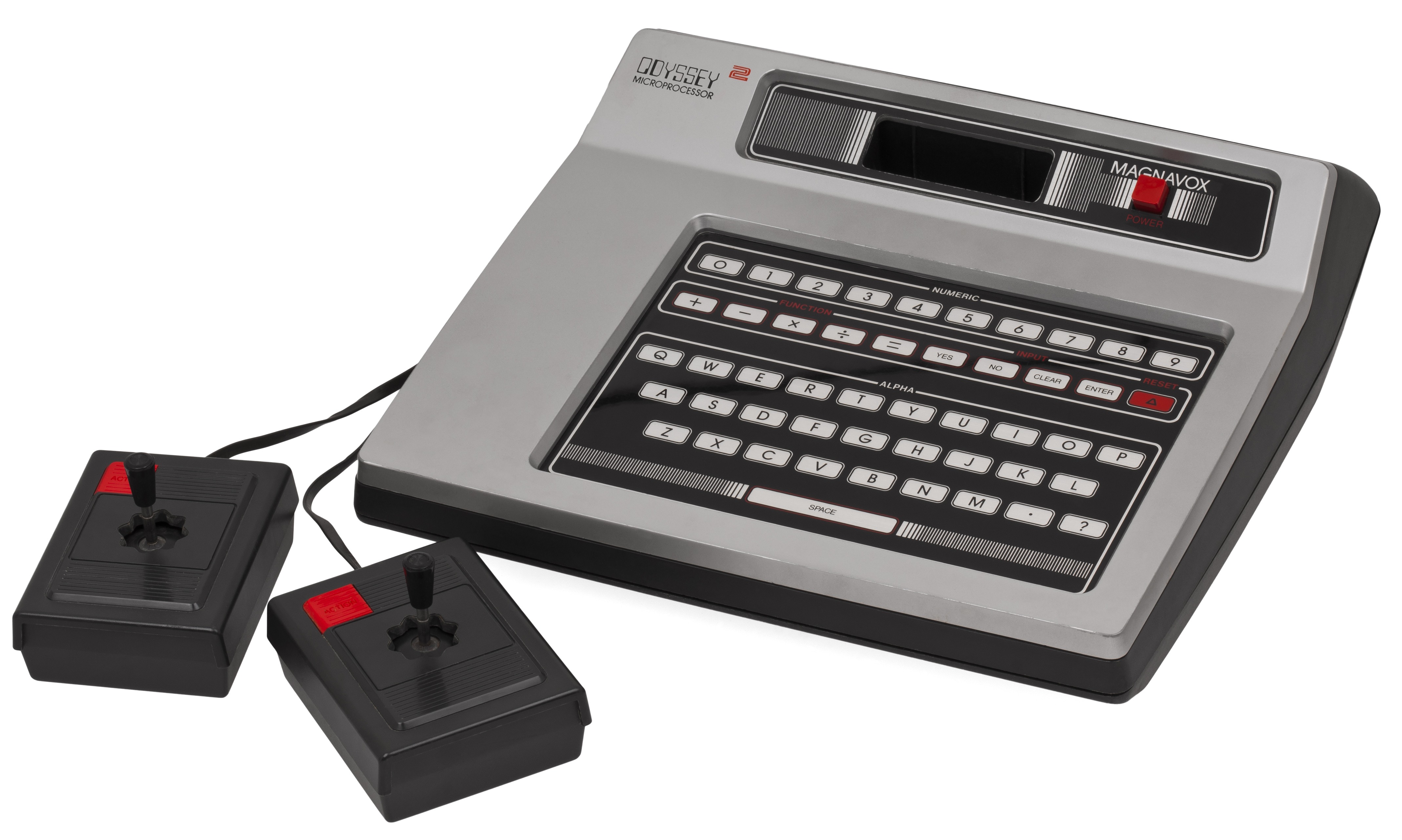
Magnavox Odyssey

Na jedné z nejstarších domácích herních konzolí Magnavox Odyssey, která byla v U.S.A. uvedena roku 1972, byly k dispozici zábávné sportovní hry (např. tenis) i vzdělávací hry (např. hádání států). Mezi další herní počiny patří The Incredible Machine (1992/3), kde bylo hráčovým cílem sestavit z přidělených součástek stroj schopný splnit zadaný úkol. Postupem hry musel hráč tvořit stále složitější stroje, což jej podporovalo ve zkoumání fyzikálních principů reálného světa. V roce 2002 byla armádou Spojených států amerických vydána hra America's Army, která byla vyvinuta za cílem náboru nových rekrutů. Jedním z hlavních cílů této hry je důraz na realističnost.

### Vzdělávání a zdraví
Hra The Oregon Trail (1971) staví hráče do role amerického poutníka s cílem usadit se v Oregonu. Hráč je během hry konfrontován s mnoha informacemi týkajícími se období kolonizace Ameriky. Cílem počítačové hry Captain Novolin (1992) je naučit děti trpící cukrovkou zvládat tuto nemoc. Hráč se stává diabetickým superhrdinou, který bojuje s nezdravým jídlem a přitom si musí hlídat hladinu cukru v krvi.

### Umění, kultura a náboženství

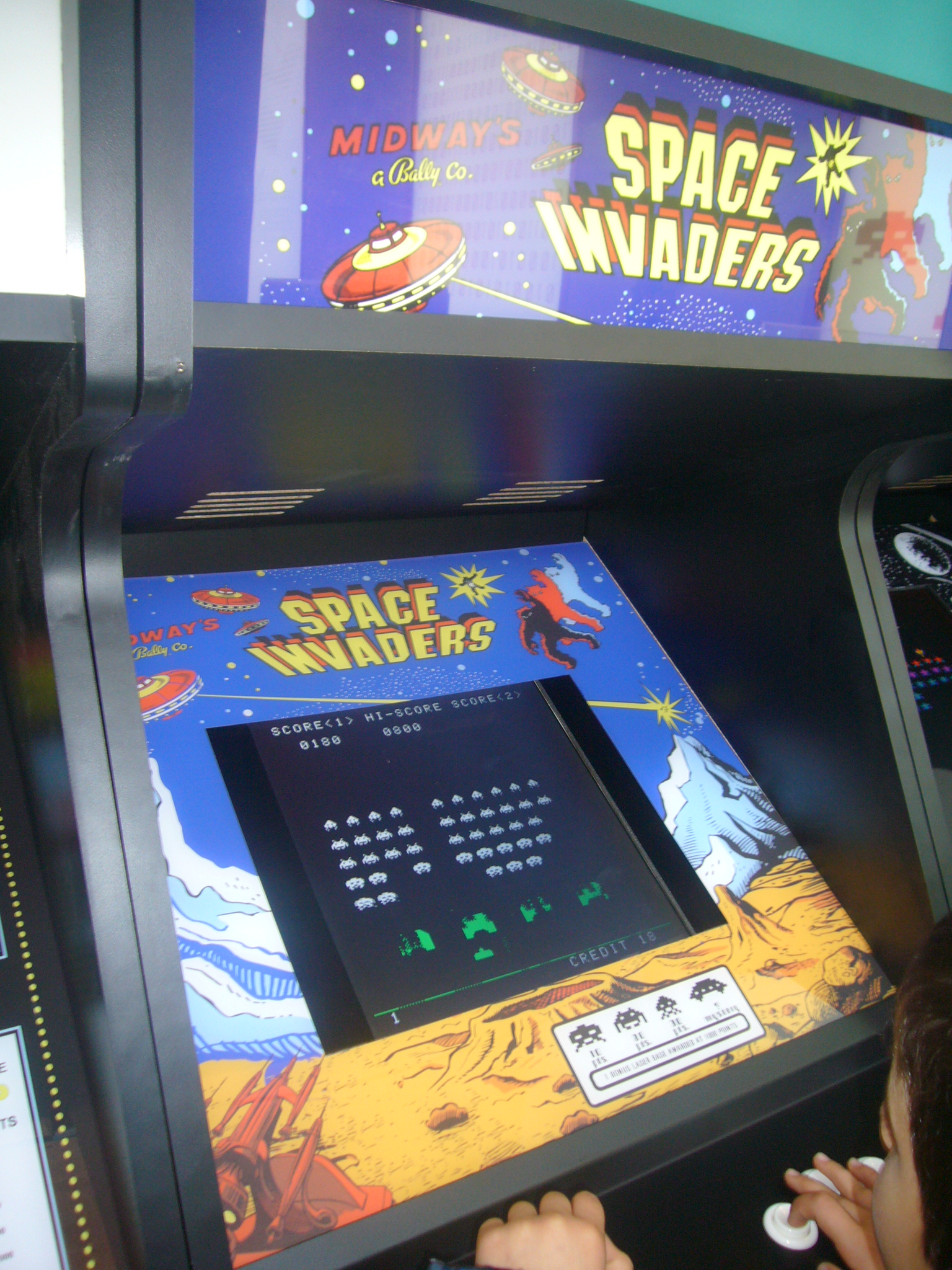

Hry se vzdělávací tematikou byly vyvinuty i s kulturními cíli. Hra Versailles 1685 (1997) umisťuje hráče na francouzský královský dvůr za vlády Ludvíka XIV. s cílem vypátrat, kdo se snaží Versailles zničit. Za tímto účelem se hráč může procházet po paláci, zkoumat obrazy a mluvit s historickými osobnostmi. Na podobném principu vznikla celá řada podobných her: Egypt 1156 BC Tomb of the Pharaoh (1997), China the Forbidden City (1998) nebo Rome: Caesar’s Will (2000).
Využití počítačových her se nevyhnulo ani náboženství. Hra Captain Bible in the dome of Darkness (1994) se snaží vzdělávat hráče ve křesťanské víře.

### Reklama
Originální přístup ke vzdělávání svých zaměstnanců zvolila například firma Coca-Cola, která nechala předělat hru Space Invaders (1978) na hru Pepsi Invaders (1983). Vedení si od této hry slibovalo zvýšení motivace a soutěživosti jejích prodejců.

## Učení hrou
Hry nám umožňují učit se napodobováním ostatních a testovat naše fyzické i intelektuální schopnosti do bodu, kdy jsme schopni je využívat efektivně a bez námahy. Obdobně mohou sloužit k rozvíjení sociálních interakcí. Učení se hrou je zároveň lépe zapamatovatelné. Již v antice, při vytváření základů metodologie výuky, si lidé všimli, že abstraktní informace se v paměti uchovávají lépe a déle, pokud jsou spojeny s nějakým vizuálním podnětem nebo emočním zážitkem. Toto propojení je často používáno jako doplněk tradičního způsobu vzdělávání založeného na předávání informací mluveným jazykem. Příkladem takto doplněné výuky mohou být školní výlety nebo praktika. Díky rozvoji počítačů je v současnosti výrazně levnější a schůdnější uplatnit tento přístup i ve třídách nebo pro širší skupinu předmětů.
Cílem vážných her je efektivní předávání znalostí formou, která je bližší hraní než klasickému učení. Využití počítačově generovaného trojrozměrného prostředí umožňuje „prožít“ a vyzkoušet si situace z reálného světa v prostředí bez rizik, obdobně jako u dětských her. Skrze hraní si na role, vytváření scénářů a e-mentoringu je možné ve virtuálním světě trénovat dovednosti přímo využitelné ve skutečném světě. Pro usnadnění přenosu znalostí mezi těmito světy je vhodné, aby se ten virtuální co nejvíce podobal reálnému. Učení ve virtuální světě taktéž umožňuje testování pomocí zvyšující se obtížnosti úkolů a plynulou akumulaci a zlepšování dovedností.

## Principy vážných her
Cílem vážných her je skloubit několik aspektů z her i vzdělávání. Jako klíčový herní aspekt se jeví způsob vyprávění příběhu hry, zatímco z pedagogického hlediska se jeví jako důležitý návrh zpětné vazby pro hráče. Skloubení výuky a her by zejména mělo podporovat simulaci a emulaci reálných jevů, začleňování do společnosti, opakování látky. Pro tvorbu těchto her je třeba uvážit, co se snaží hra naučit (koncepce, myšlenky, dovednosti, procesy,...), jak chce učit (skrze demonstraci, výklad, prozkoumávání, ...) a jak pomocí hry studovat (dle instrukcí, zkoušením, spoluprací,...).

### Pedagogický pohled
Pro návrh vážných her, stejně jako tradičních způsobů vzdělávání, je třeba uvážit několik aspektů: role učení (zejména roli učitele), teorie a metody učení (experimentální učení, učení založené na dotazech, učení založené na objevování) a modely pro využití znalostí (příklady v hodinách, domácí úkoly). Učením se pomocí vážných her, na rozdíl od tradičního učení, nejsme limitováni prostorem třídy, jejím vybavením a dobou, jež můžeme v dané třídě trávit. Jinými slovy nejsme limitováni fyzickými a ekonomickými aspekty reálného světa. Důležitý je i ekonomický faktor, protože vážné hry umožňují virtuálně navštívit například antický Řím, přičemž vytvoření jeho reálné repliky by bylo neúnosně nákladné.
Four Dimensional Framework, což je rámec, který prosazuje učení pomocí virtuálních her, které kromě obrazu kombinují i text, hlas a pocit přítomnosti, a pomáhá učitelům vybrat vhodnou hru pro jimi požadovaný účel. Tento rámec vychází ze čtyř základních principů: kontext, vlastnosti studenta, pedagogický přístup a reprezentace. Obhajuje asociativní, kognitivní a situační přístup k výuce skrze zaměření se na výstupy učení a učební aktivity. První dimenze, kontext, je klíčový pro efektivní využití hry. Zabývá se faktory, jako kde se bude hra používat nebo jakou technickou podporu vyžaduje. Druhá dimenze, vlastnosti studenta, určuje vhodnost hry na základě věku, studijního ročníku, demografii, počítačové gramotnosti a předchozích studijních zkušenostech. Třetí dimenze, pedagogický přístup, poskytuje metody a teorii pro návrh vzdělávacího zážitku a dává je do souvislosti s praktickými aplikacemi. Čtvrtá dimenze, reprezentace, popisuje rozhraní mezi studentem a hrou. Pod tuto dimenzi spadá věrnost hry vůči reálnému světu, úroveň ponoření se do virtuálního světa a interaktivnost. Zvážení těchto dimenzí umožňuje rychle vyloučit hry, které nesplňují učitelovy potřeby pro výuku.

### Herní pohled
Jedním z nejdůležitějších aspektů dobrých her je schopnost ponoření hráče do prostředí hry, což je možné například pomocí zlepšování vizuální a zvukové kvality her. Tento aspekt lze zlepšovat až do bodu, kdy hra bude nerozlišitelná od reality. Technologicky zatím nejsme schopni takové úrovně ponoření dosáhnout. V poslední době byly ovšem dosaženy značné pokroky, např. s pomocí zařízení Oculus Rift. Do jaké míry toto ponoření napomáhá učení, je zatím neprobádanou otázkou.

#### Příběh
Dalším důležitým aspektem vážných her je příběh a způsob vypravování. Příběh umožňuje hráčům přiřadit smysl jejich herním zážitkům a poskytuje kognitivní rámec pro řešení problémů. Typickými způsoby vedení příběhu ve hrách jsou zápletka a quest, které nutí herní postavu pokračovat v cestě. Zatímco quest poskytuje strukturu pro celé trvání hry, zápletka se používá na vtažení hráče do příběhu pouze v klíčových místech hry.
Christopher Vogler identifikoval následujících dvanáct fází tzv. monomýtu (Hero's Journey), které se staly běžným schématem pro příběhy i pro tvorbu her. Fáze, kterými hrdina příběhu (hráč), prochází, jsou následující:
1. Běžný svět
2. Volání dobrodružství
3. Odmítnutí volání
4. Setkání s mentorem
5. Překročení prvního prahu
6. Zkoušky, přátelé, nepřátelé
7. Přiblížení se vnitřní jeskyni
8. Zkouška
9. Odměna (zmocnění se meče)
10. Cesta zpátky
11. Vzkříšení
12. Návrat s elixírem

Quest je užitečnou strukturou při návrhu výukových her, protože se jedná o přirozenou formu vedení příběhu.
Zápletky tvoří kostru příběhu pomocí odhalování nezodpovězených otázek hráčem, jenž je nucen je zodpovídat. Cílem zápletek je vzbudit hráčovu zvědavost a vytvořit poutavé hádanky. Zápletky umožňují hráče vrhnout do děje, bez přílišného vysvětlování. Mohou tedy hrát důležitou roli ve vedení příběhu.

#### Postavy
Cílem herních charakterů ve vážných hrách je především vzdělávat hráče. Slouží proto jako „pedagogický agent“, který může navíc motivovat nebo inspirovat hráče k dalšímu vzdělání. Vzhledem k hernímu prostředí mají ovšem charaktery i herní prvky jako vedení příběhu nebo zrazení hráči. Herní charaktery podle Voglera spadají do sedmi archetypů na základě Jungova archetypálního vzoru kolektivního nevědomí:
1. Hrdina
2. Mentor
3. Strážce komnaty
4. Posel
5. Měnič tvaru
6. Stín
7. Podvodník

Herní postavy mohou být založeny na několika archetypech a dokonce je lze měnit v rámci příběhu. Kromě archetypu je postava dána i svou vizuální stránkou, způsobem pohybu a řeči.

#### Prostředí
Návrh prostředí vychází z teorie architektury. Jeho cílem je ohraničit prostor hráče a poskytnout prostor pro objevování, do kterého se hráč může ponořit. Tento prostor má fyzické, časové, atmosférní, emoční a etické dimenze. Toto prostředí musí být pro hráče nejen příjemné, ale zároveň musí podporovat vzdělávací složku. Musí být rovněž snadno navigovatelné, k čemuž se používají orientační body (význačná místa), cedule a rozcestníky, ohraničení nebo rozhraní (např. dveře nebo teleport). Dalším prvkem prostředí jsou cesty, které také usnadňují navigaci.

#### Interakce
Hry jsou většinou orientované na cíl, jehož hráč musí dosáhnout. Při postupu k němu je většinou omezen pravidly interakce s prostředím a vítěznými a proherními podmínkami. Použití konkrétních pravidel záleží na typu hry (akce, simulace, hra na role, strategie, arkáda,…). Mezi tyto pravidla či hráčovy činnosti se nejčastěji řadí:
1. Sbírání
2. Eliminace
3. Vyhýbání se
4. Správa zdrojů
5. Závod
6. Budování

Dalším častým prvkem interakce, zejména v adventurách, jsou hádanky. Mezi nejčastější typy těchto hádanek spadají:
1. Manipulace s inventářem
2. Hádanky založené na dialogu
3. Bludiště
4. Prostorové hádanky
5. Skládačky
6. Posuvné hádanky
7. Zvukové hádanky
8. Kombinované hádanky

#### Shrnutí
Pro vytvoření vzdělávací vážné hry je potřeba sladit výše uvedené dílčí body se zájmy hráče a plynule je napojit na vzdělávací cíle hry.

### Odborný pohled
Vzdělávací hry potřebují kromě pedagogické a herní stránky obsáhnout i stránkou odbornou, která popisuje obsah, jemuž se hráč učí. Rozsah předávaných informací je závislý od toho, jaké znalosti jsou požadovány, aby byly hráči předány, a očekávanými počátečními znalostmi hráče a jeho schopností se učit. Je navíc potřeba zajistit, aby tato stránka nenarušovala herní prvky, ale naopak je podporovala. Je tedy vhodné, aby hráč nabývané znalosti přímo používal pro postup v herním prostředí, ne na ně pouze narážel při svém průchodu hrou. Vážné hry nejsou omezené na jednu konkrétní oblast lidského poznání, ale mohou být aplikované libovolně. Výčet typických oblastí uplatnění vážných her je podobný jako u simulace. Poměrně časté jsou ovšem i hry zaměřené na školení pro netypické pozice vyžadované konkrétními firmami (např. Siemens Wind Power ).